# Xalet Serra
El Xalet Serra de Reus (Baix Camp) és un edifici modernista de Joan Rubió i Bellver protegit com a bé cultural d'interès local.

## Història
A l'inici de la carretera de Castellvell sortint de Reus, l'anglès Charles Huyson, comerciant de vins, havia fet construir un habitatge annex a unes instal·lacions industrials. El farmacèutic Antoni Serra comprà els terrens a finals de 1910 per a situar-hi un laboratori. Encarregà a Joan Rubió i Bellver, arquitecte que després construiria per al mateix propietari la Casa Serra, una reforma en profunditat de l'antiga casa. De l'estructura inicial es conserva la torre-mirador i el primer cos de l'edifici. Actualment una part important del jardí i els espais industrials estan ocupats per edificis d'habitatges de diverses plantes.

## Descripció
Rubió va afegir a la casa el cos posterior, del que en sobresurt el menjador. La torre de l'antiga residència, de planta quadrada i tres nivell d'alçada, està coberta per una teulada piramidal amb mansardes, penell i un voladís reforçat amb tirants de fusta. L'exterior de la torre combina l'estucat, el mur de maó, la ceràmica vidriada i la fusta. A mitjana alçada hi ha finestres d'arc de ferradura que donen al conjunt un aire exòtic.

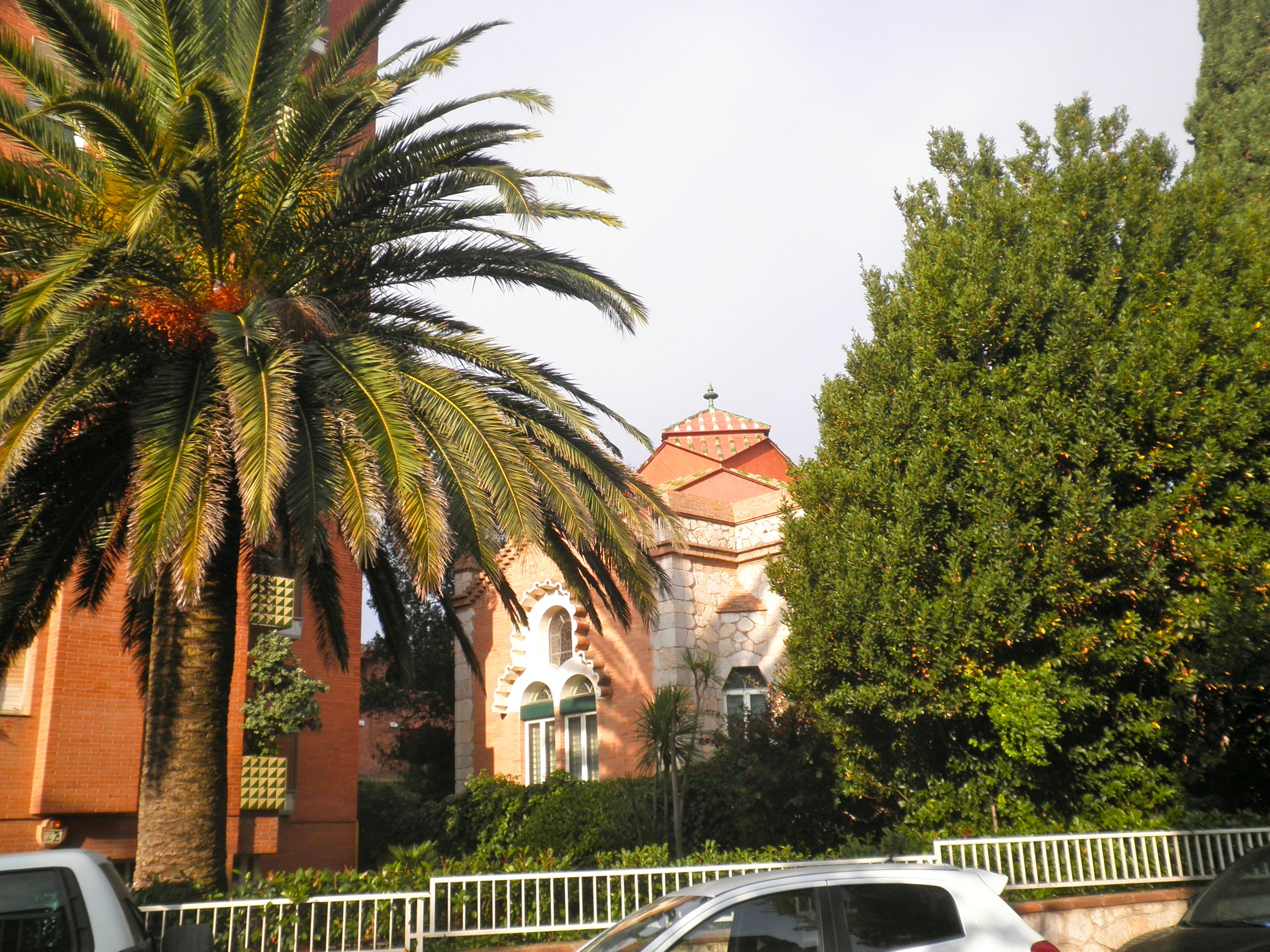
Menjador del Xalet Serra

Al sector projectat per Rubió veiem a les façanes que es combina l'obra vista amb sectors d'aparell poligonal de pedra. Destaca el menjador, una gran sala de planta centralitzada amb una coberta tipus cúpula que es recolza sobre quatre arcs torals que arrenquen de quatre columnes de marbre d'un disseny molt interessant. Dels quatre angles formats per la unió dels arcs, hi surt un grup de tres revoltons, esquema repetit tres vegades, girant cada vegada 45 graus l'orientació dels revoltons, cosa que guanya alçada i tanca l'espai cupular. Aquesta coberta està decorada amb pintures de Tomàs Bergadà, amb un impressionant panorama floral amb total llibertat formal, que recobreix tota la superfície. Les finestres d'aquesta estança tenen un esquema d'arrel medieval, amb una finestra geminada i un rosetó superior que exteriorment està protegit per un guardapols de peces de ceràmica semicilíndriques. A part del menjador hi ha espais interessants, com la cuina, recuperada en una recent restauració.